# 아벨 확대

유리수체에 를 추가한 원분체는 그 갈루아 군이 5차 순환군이므로 순환 확대이자 아벨 확대이다.

체론에서 아벨 확대(Abel擴大, 영어: Abelian extension)는 그 갈루아 군이 아벨 군이 되는 갈루아 확대이다.

## 정의
아벨 확대는 갈루아 군이 아벨 군인 갈루아 확대이다. 순환 확대(영어: cyclic extension)는 갈루아 군이 순환군인 갈루아 확대이다.

## 분류
특정 경우, 주어진 체 위의 모든 순환 확대 및 아벨 확대를 분류할 수 있다.
- 쿠머 이론(Kummer理論, 영어: Kummer theory)은 1의 거듭제곱근이 충분히 존재하는 체 위의 아벨 확대들을 분류한다. 이에 따르면, 이러한 체 위의 모든 아벨 확대는 거듭제곱근들을 첨가하여 얻을 수 있다.
- 쿠머 이론은 확대의 차수가 체의 표수와 겹치는 경우 사용될 수 없다. 이 경우 아르틴-슈라이어 이론(영어: Artin–Schreier theory)은 차수가 표수와 같은 경우의 순환 확대를 분류하며, 이를 일반화한 아르틴-슈라이어-비트 이론(영어: Artin–Schreier–Wit theory)은 차수가 표수의 거듭제곱인 순환 확대를 분류한다. 이를 통해 차수가 표수의 거듭제곱인 모든 유한 아벨 확대를 분류할 수 있다. 이에 따르면, 이러한 경우 모든 아벨 확대는 비트 벡터를 사용하여 구성되는 특정 다항식의 근들을 첨가하여 얻을 수 있다.
- 만약 1의 거듭제곱근이 충분히 존재하지 않지만, 체가 대역체 또는 국소체인 경우, 유체론을 사용하여 모든 아벨 확대를 분류할 수 있다.

유한 생성 아벨 군의 구조론에 따라, 모든 유한 아벨 군은 크기가 소수의 거듭제곱인 순환군들의 직접곱으로 나타낼 수 있다. 따라서, 유한 아벨 확대를 분류하려면 소수 거듭제곱 크기의 순환 확대들을 분류하는 것으로 족하다.

### 쿠머 이론
쿠머 이론에 따르면, 1의 원시 {\displaystyle n}제곱근(즉, {\displaystyle \{\zeta _{n}^{0},\zeta _{n},\dots ,\zeta _{n}^{n-1}\}}이 모두 서로 다른, {\displaystyle \zeta _{n}^{n}=1}인 원소 {\displaystyle \zeta _{n}\in K})을 갖는 체 {\displaystyle K} ({\displaystyle \operatorname {char} K\nmid n}) 위의 확대 {\displaystyle L/K}에 대하여 다음 조건들이 서로 동치이다.:Theorem 1.1
- {\displaystyle n}차 순환 확대 {\displaystyle L/K}이다.
- {\displaystyle L/K\cong K({\sqrt[{n}]{a}})/K}가 되는 {\displaystyle a\in K}가 존재한다.
- 다음과 같은 가환 그림의 텐서곱 {\displaystyle L\cong K\otimes _{K[x,x^{-1}]}K[x,x^{-1}]}이 성립하는 원소 {\displaystyle a\in K^{\times }}가 존재한다.
{\displaystyle {\begin{matrix}L&\leftarrow &K[x,x^{-1}]\\\uparrow &&\uparrow &\scriptstyle x\mapsto x^{n}\\K&{\underset {x\mapsto a}{\leftarrow }}&X\end{matrix}}}
- 다음 가환 그림이 올곱이 되게 하는 {\displaystyle K}-스킴 사상 {\displaystyle a\colon \operatorname {Spec} K\to \mathbb {G} _{\operatorname {m} }(K)}이 존재한다.
{\displaystyle {\begin{matrix}\operatorname {Spec} L&\to &\mathbb {G} _{\operatorname {m} }\\\downarrow &&\downarrow &\scriptstyle x\mapsto x^{n}\\\operatorname {Spec} K&{\underset {a}{\to }}&\mathbb {G} _{\operatorname {m} }\end{matrix}}}

여기서
- {\displaystyle \mathbb {G} _{\operatorname {m} }(K)=\operatorname {Spec} K[x,x^{-1}]=\operatorname {Spec} K[x,y]/(xy-1)}은 {\displaystyle K} 위의 곱셈 군 스킴이다.

이에 따라, {\displaystyle K} 위의 {\displaystyle n}차 순환 확대는 {\displaystyle K}-스킴 사상 {\displaystyle \operatorname {Spec} K\to \mathbb {G} _{\operatorname {m} }(K)}에 의하여 주어진다.
보다 일반적으로, {\displaystyle n}이 가역원인 체 {\displaystyle K}에 대하여, 다음과 같은 {\displaystyle K}-군 스킴의 짧은 완전열이 존재하며, 이를 쿠머 완전열(영어: Kummer exact sequence)이라고 한다.
{\displaystyle 1\to \mu _{n}(K)\to \mathbb {G} _{\operatorname {m} }(K){\xrightarrow {(-)^{n}}}\mathbb {G} _{\operatorname {m} }(K)\to 1}
여기서
- {\displaystyle \mu _{n}(K)=\operatorname {Spec} K[x]/(x^{n}-1)}는 {\displaystyle K} 속의 1의 {\displaystyle n}제곱근들로 구성된 군 스킴이다.
- {\displaystyle \mathbb {G} _{\operatorname {m} }(K)}는 {\displaystyle K}의 가역원군에 해당하는 군 스킴이다.
- {\displaystyle (-)^{n}\colon \mathbb {G} _{\operatorname {m} }(K)\to \mathbb {G} _{\operatorname {m} }(K)}는 {\displaystyle n}제곱에 해당하는 군 스킴 사상이다.

### 아르틴-슈라이어 이론
양의 표수 {\displaystyle p>0}의 체 {\displaystyle K}에서는 {\displaystyle (x-1)^{p}=x^{p}-1}이므로, 1의 {\displaystyle p}제곱근이 중복되며, 따라서 차수가 {\displaystyle p}의 거듭제곱인 순환 확대에 대해서는 쿠머 이론을 적용시킬 수 없다. 이 경우 대신 아르틴-슈라이어(-쿠머) 이론을 적용시킬 수 있다.
아르틴-슈라이어 이론에 따르면, 양의 표수 {\displaystyle p>0}의 체 {\displaystyle K} 위의 확대 {\displaystyle L/K}에 대하여 다음 조건들이 서로 동치이다.
- {\displaystyle p}차 순환 확대 {\displaystyle L/K}이다.
- {\displaystyle L}이 {\displaystyle x^{p}-x-a\in K[x]}의 분해체가 되는 {\displaystyle a\in K}가 존재한다.
- 다음과 같은 가환 그림의 텐서곱 {\displaystyle L\cong K\otimes _{K[x,x^{-1}]}K[x,x^{-1}]}이 성립하는 원소 {\displaystyle a\in K^{\times }}가 존재한다.
{\displaystyle {\begin{matrix}L&\leftarrow &K[x]\\\uparrow &&\uparrow &\scriptstyle x\mapsto x^{p}-x\\K&{\underset {x\mapsto a}{\leftarrow }}&K[x]\end{matrix}}}
- 다음 가환 그림이 올곱이 되게 하는 {\displaystyle K}-스킴 사상 {\displaystyle a\colon \operatorname {Spec} K\to \mathbb {G} _{\operatorname {m} }(K)}이 존재한다.
{\displaystyle {\begin{matrix}\operatorname {Spec} L&\to &\mathbb {G} _{\operatorname {a} }\\\downarrow &&\downarrow &\scriptstyle \operatorname {Frob} -\operatorname {id} \\\operatorname {Spec} K&{\underset {a}{\to }}&\mathbb {G} _{\operatorname {a} }\end{matrix}}}

여기서
- {\displaystyle \mathbb {G} _{\operatorname {a} }(K)=\operatorname {Spec} K[x]}은 {\displaystyle K} 위의 덧셈 군 스킴이다.
- {\displaystyle \operatorname {Frob} -\operatorname {id} \colon \mathbb {G} _{\operatorname {a} }(K)\to \mathbb {G} _{\operatorname {a} }(K)}는 프로베니우스 사상과 항등 사상의 차이다. 이는 다항식환의 자기 사상 {\displaystyle \operatorname {eval} _{x\mapsto x^{p}-x}\colon K[x]\to K[x]}으로부터 정의된다.

표수가 {\displaystyle p}인 체 {\displaystyle K} 위에서 다음과 같은 군 스킴의 짧은 완전열이 존재하며, 이를 아르틴-슈라이어 완전열(영어: Artin–Schreier exact sequence)이라고 한다.
{\displaystyle 1\to (\mathbb {Z} /p)_{/K}\to \mathbb {G} _{\operatorname {a} }(K){\xrightarrow {\operatorname {Frob} -\operatorname {id} }}\mathbb {G} _{\operatorname {a} }(K)\to 1}
여기서
- {\displaystyle (\mathbb {Z} /p)_{/K}=\operatorname {Spec} K[x]/(x^{p}-x)}는 프로베니우스 사상의 고정점들로 구성된 군 스킴이다.

### 아르틴-슈라이어-비트 이론
아르틴-슈라이어-비트 이론은 {\displaystyle p}차 순환 확대에 적용되는 아르틴-슈라이어 이론을 {\displaystyle p^{k}}차에 대하여 일반화한 것이다.
아르틴-슈라이어-비트 이론에 따르면, 표수 {\displaystyle p>0}의 체 {\displaystyle K}의 확대 {\displaystyle L/K}에 대하여 다음 조건들이 서로 동치이다.:§7:Theorem 1.2
- 확대 {\displaystyle L/K}가 {\displaystyle p^{n}}차 순환 확대이다.
- {\displaystyle L/K\cong K(f^{-1}({\vec {a}}))}인 비트 벡터 {\displaystyle {\vec {a}}\in \mathbb {W} _{n,p}(K)\setminus f(\mathbb {W} _{n,p}(K)}가 존재한다. 여기서 {\displaystyle f\colon \mathbb {W} _{n,p}\to \mathbb {W} _{n,p}}는 {\displaystyle f\colon (a_{1},a_{p},a_{p^{2}}\dots )\mapsto (a_{1}^{p},a_{p},a_{p^{2}}^{p},\dots ,a_{p^{n-1}}^{p})-(a_{1},a_{p},a_{p^{2}},\dots ,a_{p^{n-1}})}이며, 여기서 {\displaystyle -}는 비트 벡터의 뺄셈이다 (성분별 뺄셈과 다르다). {\displaystyle K(f^{-1}({\vec {a}}))}는 비트 벡터의 연산으로 정의되는 {\displaystyle n}개의 다항식 {\displaystyle (f({\vec {x}})-{\vec {a}})_{p^{i}}\in K[x]\qquad (i\in \{0,1,\dots ,n-1\}}들의 분해체를 뜻한다.
- 다음과 같은 가환 그림의 텐서곱 {\displaystyle L\cong K\otimes _{K[{\vec {x}}]}K[{\vec {x}}]}이 성립하는 원소 {\displaystyle a\in \mathbb {W} _{n,p}(K)}가 존재한다. (여기서 {\displaystyle {\vec {x}}=(x_{0},x_{1},\dots ,x_{n-1})}는 비트 벡터의 성분으로 간주한 형식적 변수들이며, {\displaystyle {\vec {x}}^{(p)}-{\vec {x}}}에서 {\displaystyle -}는 비트 벡터로서의 뺄셈이며, {\displaystyle {\vec {x}}^{(p)}=(x_{0}^{p},x_{1}^{p},\dots ,x_{n-1}^{p})}는 프로베니우스 사상이다.)
{\displaystyle {\begin{matrix}L&\leftarrow &K[{\vec {x}}]\\\uparrow &&\uparrow &\scriptstyle {\vec {x}}\mapsto {\vec {x}}^{(p)}-{\vec {x}}\\K&{\underset {{\vec {x}}\mapsto {\vec {a}}}{\leftarrow }}&K[{\vec {x}}]\end{matrix}}}
- 다음 가환 그림이 올곱이 되게 하는 {\displaystyle K}-스킴 사상 {\displaystyle a\colon \operatorname {Spec} K\to \mathbb {G} _{\operatorname {m} }(K)}이 존재한다.
{\displaystyle {\begin{matrix}\operatorname {Spec} L&\to &\mathbb {W} _{n,p}(K)\\\downarrow &&\downarrow &\scriptstyle (-)^{(p)}-\operatorname {id} \\\operatorname {Spec} K&{\underset {a}{\to }}&\mathbb {W} _{n,p}(K)\end{matrix}}}

여기서
- {\displaystyle \mathbb {W} _{n,p}(K)}는 길이 {\displaystyle n+1}의 {\displaystyle p}진 비트 벡터의 군이다. 스킴으로서 이는 {\displaystyle n}차원 아핀 공간 {\displaystyle \mathbb {A} _{K}^{n}=\operatorname {Spec} K[x_{0},\dots ,x_{n-1}]=\operatorname {Spec} [x_{0},\dots ,x_{n-1}]}이며, 그 위의 군 스킴의 구조는 {\displaystyle {\vec {x}}} 위의 비트 벡터 연산으로부터 유도된다. 특히, {\displaystyle n=0}일 경우 {\displaystyle \mathbb {W} _{0,p}(K)\cong \mathbb {G} _{\operatorname {a} }(K)}가 된다.
- {\displaystyle (-)^{(p)}-\operatorname {id} \colon \mathbb {G} _{\operatorname {a} }(K)\to \mathbb {G} _{\operatorname {a} }(K)}는 프로베니우스 사상과 항등 사상의 차이다. 이는 다항식환 {\displaystyle K[{\vec {x}}]}의 자기 사상 {\displaystyle \operatorname {eval} _{{\vec {x}}\mapsto {\vec {x}}^{(p)}-{\vec {x}}}\colon K[x]\to K[x]}으로부터 정의된다.

다음과 같은 짧은 완전열이 존재하며, 이를 아르틴-슈라이어-비트 완전열(영어: Artin–Schreier–Witt exact sequence)이라고 한다. 이는 아르틴-슈라이어 완전열의 일반화이다.
{\displaystyle 1\to (\mathbb {Z} /p^{n})_{/K}\to \mathbb {W} _{n,p}(K)\to {\xrightarrow {(-)^{p}-\operatorname {id} }}\mathbb {W} _{n,p}(K)\to 1}
여기서
- {\displaystyle (\mathbb {Z} /p^{n})_{/K}=\operatorname {Spec} K[{\vec {x}}]/({\vec {x}}^{(p)}-{\vec {x}})}는 프로베니우스 사상 {\displaystyle (-)^{(p)}\colon \mathbb {W} _{n,p}(K)\to \mathbb {W} _{n,p}(K)}의 고정점들로 구성된 군 스킴이다.

### 유체론
쿠머 이론은 1의 거듭제곱근을 충분히 가지는 체에 대해서만 적용된다. 만약 1의 거듭제곱근이 충분히 존재하지 않지만, 체가 대역체 또는 국소체인 경우, 그 아벨 확대들은 유체론을 통해 분류된다.

## 예
대표적인 예로, 원분체는 유리수체의 순환 확대이자 아벨 확대이다. 일반적으로, 소수 차수의 갈루아 확대는 (소수 크기의 군은 순환군 밖에 없으므로) 순환 확대이다.

## 역사
쿠머 이론은 에른스트 쿠머가 1840년대에 페르마의 마지막 정리를 연구하기 위하여 도입하였다.
이후 에밀 아르틴과 오토 슈라이어가 1927년에 아르틴-슈라이어 이론을 도입하였다. 에른스트 비트가 1936년에 비트 벡터의 개념을 도입하여 아르틴-슈라이어 이론을 아르틴-슈라이어-비트 이론으로 일반화하였다.